# Barbarevo
Barbarevo (macedónul: Барбарево) település Észak-Macedóniában, a Délkeleti körzetben, a Novo Szelo-i járásban.

## Népesség
| Lakosok száma | 376  | 426  | 399  | 375  | 191  | 102  | 85   | 62   | 11   |
|               | 1948 | 1953 | 1961 | 1971 | 1981 | 1991 | 1994 | 2002 | 2021 |

- 2002-ben 62 lakosa volt, akik mindannyian macedónok.